# ANTI-
ANTI-Records — лейбл звукозапису, заснований в 1999 році, дочірній лейбл Epitaph Records. У той час, як Epitaph Records сконцентрувався на виданні панк-рок музики, ANTI-Records став випускати альбоми в різних жанрах, таких як кантрі (Мерл Хаггард), реггі (Майкл Франт), соул (Бетті Лаветт), фолк (The Swell Season), інді (Islands), ритм-н-блюз (Соломон Берк) та інші. Лейбл привернув до себе увагу випустивши альбом Тома Вейтса Mule Variations, нагороджений Греммі 1999 року. Крім Вейтса, з ANTI-Records уклали контракт такі ветерани рок-музики як Nick Cave and the Bad Seeds і Маріанна Фейтфулл.

## Музиканти, які працювали з ANTI-Records
(Перераховані виконавці та гурти, статті про яких є в українському розділі) 
- Соломон Берк
- Nick Cave and the Bad Seeds
- Os Mutantes
- Ян Тірсен
- Том Вейтс
- Wilco